# 城区 (阳泉市)
城区是中国山西省阳泉市所辖的一个市辖区。总面积为19.28平方公里，區人民政府駐南大街300號。

## 行政区划
城区下辖6个街道办事处、1个镇：
上站街道、下站街道、北大街街道、南山路街道、义井街道和义井镇。

## 人口
根據第七次人口普查數據，截至2020年11月1日零時，城區常住人口為225443人。